# クリストフ・プルボー
クリストフ・プルボー（Pruvost Christophe、1982年12月13日 - ）は、スイスの男性キックボクサー。スクランブル渋谷所属。元全日本ウェルター級王者。

## 来歴
母国・スイスでアマチュアキックボクシングを経験。
2006年、本格的にキックボクシングを学ぶため来日し、スクランブル渋谷に入門。
2006年5月3日、ニュージャパンキックボクシング連盟でプロデビュー。
2006年10月9日、全日本キックボクシング連盟に初参戦。
2007年9月29日、全日本キックボクシング連盟「Road to 70's」で金沢久幸と対戦し、4度のダウンを奪い判定勝ち。
2008年8月22日、全日本ウェルター級王座挑戦者決定トーナメントの準決勝で金統光と対戦し、1R右肘打ちでKO勝ち。
2008年10月17日、全日本ウェルター級王座挑戦者決定戦で湟川満正と対戦し、5R右肘打ちでKO勝ちを収め王座挑戦権を獲得した。
2008年12月5日、全日本キックボクシング連盟興行で山本優弥と全日本ウェルター級タイトルマッチで対戦し、頭部カットによるTKO勝ちで王座を獲得した。これは初代全日本ミドル級王者となったレイモンド・エドラー以来37年ぶり・史上2人目の外国人王者であった。
2010年4月3日、Muay Thai in AmericaのTBAスーパーウェルター級チャンピオンシップでマライペット・ダイアモンドと対戦し、2-1の判定勝ちで王座を獲得した。この試合を最後に引退し、スイスに帰国した。

## 戦績
| キックボクシング 戦績 | キックボクシング 戦績 | キックボクシング 戦績 | キックボクシング 戦績 | キックボクシング 戦績 | キックボクシング 戦績 | キックボクシング 戦績 |
| --------------------- | --------------------- | --------------------- | --------------------- | --------------------- | --------------------- | --------------------- |
| 18 試合               | (T)KO                 | 判定                  | その他                | 引き分け              | 無効試合              |                       |
| 13 勝                 | 6                     | 7                     | 0                     | 0                     | 0                     |                       |
| 5 敗                  | 1                     | 4                     | 0                     | 0                     | 0                     |                       |

| 勝敗 | 対戦相手                           | 試合結果                                      | 大会名                                                                                                | 開催年月日     |
| ○    | マライペット・ダイアモンド         | 5R終了 判定2-1                                | Muay Thai in America 【TBAスーパーウェルター級チャンピオンシップ】                                    | 2010年4月3日   |
| ×    | ガンスワン・Be Well                | 3R終了 判定0-3                                | Fujiwara Festival 〜藤原祭り2009〜                                                                    | 2009年12月11日 |
| ×    | ナルポン・フェアテックス           | 5R終了 判定0-3                                | M-1 FAIRTEX SINGHA BEER ムエタイチャレンジ 2009 Yod Nak Suu vol.3                                     | 2009年9月13日  |
| ○    | ジャオチャラーム・シッカノックジム | 5R終了 判定2-0                                | 全日本キックボクシング連盟「野良犬電撃作戦2009」                                                      | 2009年6月21日  |
| ○    | クンタップ・ウィラサクレック       | 5R終了 判定3-0                                | 全日本キックボクシング連盟「CROSSOVER-2」                                                             | 2009年4月18日  |
| ○    | 山本優弥                           | 4R 2:59 TKO（ドクターストップ：頭部カット）   | 全日本キックボクシング連盟「Fujiwara Festival 〜藤原祭り2008〜」 【全日本ウェルター級タイトルマッチ】 | 2008年12月5日  |
| ○    | 湟川満正                           | 5R 2:43 KO（右肘打ち）                        | 全日本キックボクシング連盟「ALL or NOTHING」 【全日本ウェルター級王座挑戦者決定戦】                   | 2008年10月17日 |
| ○    | 金統光                             | 1R 2:11 KO (右肘打ち）                        | 全日本キックボクシング連盟「Fighting Base-1」 【全日本ウェルター級王座挑戦者決定トーナメント 準決勝】 | 2008年8月22日  |
| ×    | 宮越宗一郎                         | 5R終了 判定0-2                                | ニュージャパンキックボクシング連盟 「START OF NEW LEGEND V 〜新伝説の始まり〜」                       | 2008年5月11日  |
| ×    | 湟川満正                           | 3R+延長R終了 判定1-2                          | 全日本キックボクシング連盟「Kick On!」                                                                | 2008年3月20日  |
| ×    | 白虎                               | 2R 0:48 KO（3ノックダウン：パンチ連打）       | 全日本キックボクシング連盟「70's」 【70'sトーナメント 1回戦】                                         | 2007年11月18日 |
| ○    | 金沢久幸                           | 3R終了 判定3-0                                | 全日本キックボクシング連盟「Road to 70's」                                                            | 2007年9月29日  |
| ○    | 金統光                             | 3R 1:42 TKO（ドクターストップ：左目尻カット） | 全日本キックボクシング連盟「REARM」                                                                   | 2007年5月11日  |
| ○    | 後藤友宏                           | 3R終了 判定3-0                                | 全日本キックボクシング連盟「CUB☆KICK'S-5」                                                            | 2007年2月2日   |
| ○    | 藤元洋次                           | 3R終了 判定3-0                                | 全日本キックボクシング連盟「Solid Fist」                                                              | 2006年11月12日 |
| ○    | 笠原誠吾                           | 1R 2:48 KO                                    | 全日本キックボクシング連盟「CUB☆KICK'S-4」 【オープニングファイト】                                   | 2006年10月9日  |
| ○    | 菊池宜顕                           | 3R終了 判定3-0                                | J-NETWORK「J-FIGHT 10」                                                                               | 2006年6月11日  |
| ○    | 森田泰男                           | 1R 1:34 KO                                    | ニュージャパンキックボクシング連盟 「ADVANCE IV 〜前進〜」                                            | 2006年5月3日   |

## 獲得タイトル
- 第24代全日本ウェルター級王座
- TBAスーパーウェルター級王座